# Đàn thảo cuống to
Đàn thảo cuống to (danh pháp khoa học: Elatine macropoda) là một loài thực vật có hoa trong họ Elatinaceae. Loài này được Guss. mô tả khoa học đầu tiên năm 1827.